# Bergen (Gemeinde Unterweitersdorf)
Bergen ist eine Ortschaft in der Gemeinde Unterweitersdorf in Oberösterreich.
Die Siedlung im Zentralmühlviertler Hochland liegt nördlich von Unterweitersdorf an einem zur Kleinen Gusen führenden Südhang am Waldrand. Die kargen Föhrenmischwälder nördlich von Bergen wurde in den 2000er Jahren mit Fichten und Eichen aufgeforstet. Der Ort ist über Reitern erreichbar und von Linz aus führt die Mühlkreis Autobahn in ausreichend naher Entfernung vorbei. Im Flächenwidmungsplan von Unterweitersdorf ist Bergen als Wohngebiet verzeichnet.